# Drunken Hands
Drunken Hands är den första singeln från Christian Kjellvanders andra studioalbum Faya, utgiven 2005.

## Låtlista
1. "Drunken Hands" - 4:03 (Christian Kjellvander)
2. "For the Sake of the Song" - 5:27 (Townes Van Zandt)